# Филиппов, Владимир Михайлович
Влади́мир Миха́йлович Фили́ппов (род. 15 апреля 1951, Урюпинск) — советский и российский математик, государственный деятель, председатель Высшей аттестационной комиссии Минобрнауки России с февраля 2013 года по июнь 2024 года, ректор Российского университета дружбы народов (РУДН) (1993—1998, 2005—2020), министр образования Российской Федерации (1998—2004), доктор физико-математических наук, профессор, академик Российской академии образования.

## Биография
Родился 15 апреля 1951 года в городе Урюпинске Волгоградской области. Окончил школу с серебряной медалью.
В 1968 году поступил в Университет дружбы народов им. Патриса Лумумбы и в 1973 году окончил факультет физико-математических и естественных наук по специальности «Математика», после чего продолжил учёбу в аспирантуре.
В 1975—1976 годах служил в Вооружённых силах СССР.
По окончании воинской службы Владимир Михайлович вернулся в УДН, где занимал преподавательские должности от ассистента кафедры высшей математики до заведующего кафедрой математического анализа. В дальнейшем работал начальником научного управления УДН, деканом факультета физико-математических и естественных наук, секретарём партийной организации Университета.
В 1980 году В. М. Филиппов защитил кандидатскую диссертацию «Функциональные пространства и их приложения к решению вариационным методом параболических уравнений» (специальность 01.01.01).
В 1983—1984 годах повышал научную квалификацию в Свободном университете Брюсселя в Бельгии.
В 1986 году защитил докторскую диссертацию «Квазиклассические решения обратных задач вариационного исчисления в неэйлеровых классах функционалов и функциональных пространствах» в Математическом институте им. В. А. Стеклова АН СССР по специальности «Математический анализ». В 1987 году ему было присвоено учёное звание профессора.
В 1993 году Владимир Михайлович Филиппов был избран ректором Российского университета дружбы народов и оставался на этом посту до 1998 года, когда его указом президента России назначили министром образования Российской Федерации.
Министр образования РФ с 25 мая 1999 года по 9 марта 2004 года.
С 2000 года является заведующим кафедрой сравнительной образовательной политики, созданной в РУДН и имеющей статус Международной кафедры ЮНЕСКО.
В 2001 году избран членом-корреспондентом, в 2003 году — действительным членом Российской академии образования, а в 2004 и 2008 годах — членом Президиума РАО.
В 2005 году вновь избран ректором РУДН.
В 2012 году был избран президентом управляющего комитета ЮНЕСКО Всемирной программы «Образование для всех».
C октября 2012 года согласно решению Комитета Государственной Думы РФ является председателем Экспертного совета по международной деятельности в сфере образования.
12 февраля 2013 года распоряжением Председателя Правительства РФ Дмитрия Медведева назначен председателем Высшей аттестационной комиссии (ВАК).
25 мая 2020 года покинул должность ректора РУДН в связи с истечением срока полномочий.
13 июня 2024 года освобожден от исполнения обязанностей Председателя Высшей аттестационной комиссии при Министерстве науки и высшего образования Российской Федерации.

## Министр образования

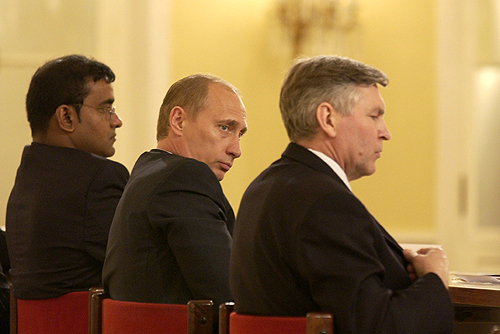
Владимир Путин и Владимир Филиппов. 14 мая 2003 года

По инициативе и под руководством В. М. Филиппова была начата активная модернизация российского образования. В январе 2000 года в Москве, в Кремле, после 12-летнего перерыва был проведён Всероссийский съезд работников образования с участием 5000 делегатов и при содействии В. В. Путина. Были определены проблемы российского образования, намечены основные пути его обновления; на съезде также была одобрена Национальная доктрина образования в Российской Федерации на период до 2025 года, утверждённая затем Правительством РФ.

### Модернизация российского образования
В 2001 году под руководством В. М. Филиппова была разработана, а затем при поддержке Президента России В. В. Путина рассмотрена, одобрена Госсоветом и утверждена Правительством РФ программа «Модернизация российского образования на период до 2010 года», которая предусматривала («Вестник образования», март 2003 года — «Модернизация российского образования»):
- информатизацию школьного образования;
- разработку новых стандартов общего среднего образования;
- начало изучения иностранных языков со второго класса; овладение двумя иностранными языками по итогам полной средней школы;
- введение профильного обучения в старших классах полной средней школы;
- оптимизацию сети сельских школ и реализацию программы «Школьный автобус»;
- упорядочение издания школьной учебной литературы с целью повышения её качества;
- введение многобалльной системы оценок знаний учащихся;
- разработку нормативно — подушевого финансирования общего среднего образования, с учётом специфики малокомплектных и специализированных видов школ;
- оснащение всех средних школ России спортивным инвентарём и художественной литературой;
- перевод всех школ России в статус юридических лиц;
- введение новых статусов образовательных учреждений;
- создание попечительских советов в общеобразовательных школах и в вузах;
- улучшение организации питания обучающихся в общеобразовательных учреждениях;
- введение ЕГЭ — Единого государственного экзамена и создание системы приёма в вузы на основе региональных, вузовских и общероссийских Олимпиад;
- введение целевого приёма в высшие учебные заведения;
- существенное увеличение средств на ремонт и содержание студенческих общежитий для расширения возможностей приёма иногородних студентов;
- стратификацию учреждений высшего образования, выделение различных категорий ведущих вузов;
- разработку нового поколения стандартов всех уровней профессионального образования — начального, среднего и высшего профессионального образования.

## Семья
Жена, выпускница Волгоградского политехнического института, работает школьным учителем.
Сын и дочь окончили экономический факультет РУДН. Дочь Ирина Владимировна Филиппова работает телеведущей (творческий псевдоним — Ирена Понарошку).

## Научные труды
В. М. Филиппов является автором более 200 научных работ, в том числе 30 монографий, две из которых переизданы в США Американским математическим обществом на английском языке.

## Санкции
6 марта 2022 года после вторжения России на Украину подписал письмо в поддержу российской агрессии. С 9 июня 2022 года находится под персональными санкциями Украины за поддержку войны. Также был внесён ФБК в список коррупционеров и разжигателей войны за поддержку нападения на Украину, 16 марта 2022 года форумом свободной России внесён в «Список Путина» и доклад «поджигателей войны» с предложением введения против него международных санкций.

## Награды, почётные звания и должности

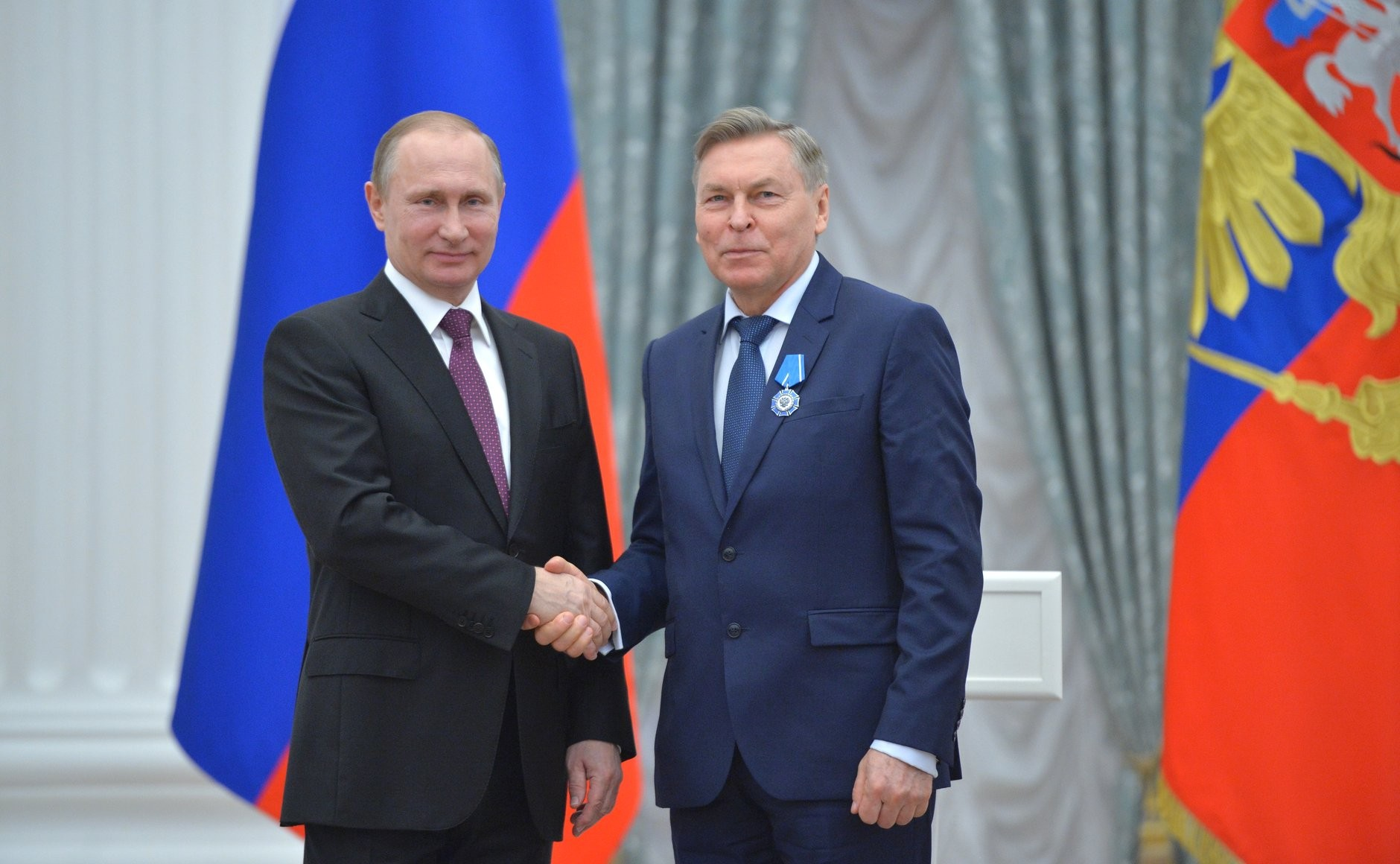
Вручение Ордена Почёта,
10 марта 2016 года

- Орден «За заслуги перед Отечеством» III степени (20 апреля 2021) — за заслуги в научно-педагогической деятельности, подготовке квалифицированных специалистов и многолетнюю добросовестную работу[14]
- Орден «За заслуги перед Отечеством» IV степени (16 апреля 2001) — за большой вклад в развитие образования и многолетнюю плодотворную научную деятельность[15]
- Орден Почёта (2016)
- Орден Дружбы (7 февраля 1995) — за большой вклад в подготовку высококвалифицированных многонациональных кадров и заслуги в укреплении и развитии международных связей в области науки и высшего образования[16]
- Медаль «В память 850-летия Москвы» (1997)
- Благодарность Президента Российской Федерации (2003)
- Благодарность Президента Российской Федерации (12 августа 1999) — за активное участие и подготовке Послания Президента Российской Федерации Федеральному Собранию 1999 года[17]
- Благодарность Президента Российской Федерации (17 апреля 2025) — за вклад в обеспечение деятельности Совета по взаимодействию с религиозными объединениями при Президенте Российской Федерации[18]
- Командор ордена Короны (Бельгия, 1999)
- Премия Президента Российской Федерации в области образования (2001)
- Премия Правительства Российской Федерации в области образования 2013 года (12 ноября 2013) — за научно-практическую разработку "Разработка методологических основ инновационных форм сетевого взаимодействия и их реализация в системе непрерывного образования для научного и кадрового сопровождения социально-экономического развития регионов"
- Кавалер ордена Почётного легиона (Франция, 2002)
- Орден святого благоверного князя Даниила Московского (2002)
- Медаль «За заслуги в социально-трудовой сфере Российской Федерации» (2002)
- Mérite de l’Invention (Бельгия) (2003)
- Медаль «За заслуги в развитии Олимпийского движения в России» (2003)
- Медаль «За укрепление боевого содружества» (2003)
- Орден Франциска Пауло Сантандер (Колумбия, 2008)
- Почётная грамота Президента Российской Федерации (12 марта 2014 года) — за достигнутые трудовые успехи, многолетнюю плодотворную работу, активную законотворческую деятельность[19]
- Грамота Содружества Независимых Государств (3 сентября 2011 года) — за активную работу по укреплению и развитию Содружества Независимых Государств[20]
- В 1996 году награждён Почётным знаком Российской академии естественных наук «3а заслуги в развитии науки и экономики»;
- 2 сентября 2004 года В. М. Филиппову присуждён Знак отличия «За заслуги перед Томской областью» — за большой личный вклад в подготовку и проведение празднования 400-летия города Томска[21]
- Академик Международной академии наук высшей школы (1994)
- Академик Российской академии естественных наук (1994)
- Академик Международной академии информатизации (1994)
- Вице-президент Евразийской ассоциации университетов
- Вице-президент Ассоциации российских вузов
- Член экспертной группы Совета Европы и ЮНЕСКО по признанию документов о высшем образовании в Европе
- Член правительственной комиссии по делам соотечественников за рубежом
- Член попечительского совета Фонда поддержки соотечественников за рубежом «Россияне»
- Почётный доктор Российского государственного социального университета (2002)[22].
- Почётный доктор Томского государственного университета
- Почётный профессор Белорусского государственного университета[23]

### Лишение почётных званий
- В 2022 году лишён звания почётного профессора Днепровского национального университета имени Олеся Гончара за подписание обращения Российского Союза ректоров в поддержку вторжения России на Украину[24].